# Jules-Louis Bolé de Chamlay

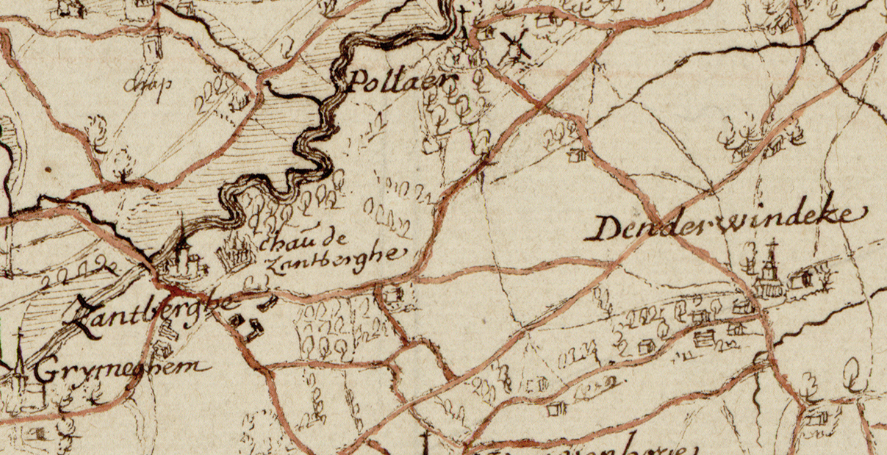
Detail van Chamlaykaart van het Land van Aalst (1678)

Jules-Louis Bolé de Chamlay (1650-1719) was een Franse militair en diplomaat. Hij vocht in het Franse leger tijdens de Hollandse Oorlog. Een kaart van het Land van Aalst uit 1678 wordt aan hem toegeschreven.

## Levensloop
De vader van Jules-Louis, Alexandre-Simon Bolé (1607-1673), is afkomstig uit de Oise en trekt naar Parijs. Op het einde van een succesvolle carrière, die zich hoofdzakelijk afspeelt in het militaire milieu, koopt Alexandre-Simon in 1670 het ambt van 'maréchal général des logis' met de bedoeling een carrière voor zijn zoon te creëren. Jules-Louis, de latere Chamlay, krijgt zijn opleiding bij de jezuïeten van het 'Collège de Clermont', het meest befaamde en meest prestigieuze college van Frankrijk.Hij studeert er af in 1668, maar het zal nog tot 1672 duren vooraleer hij voluit gaat voor het ambt dat zijn vader in 1670 voor hem kocht.
De carrière van Jules-Louis in het leger neemt een hoge vlucht nadat hij zich op korte tijd geliefd maakt bij de generaals van Lodewijk XIV. Vanaf 1672 tot 1678 neemt Jules-Louis Bolé de Chamlay deel aan elke veldtocht in de Zuidelijke Nederlanden. Zo neemt hij in maart 1678 deel aan het beleg van Gent. 
Als 'maréchal des logis' moet Chamlay zorgen voor de legerverplaatsingen en de kampementen. In de praktijk vallen hieronder het uitstippelen van de te volgen routes, het opstellen van de marsbevelen, het plannen van de inkwartiering en de bevoorrading voor mens en dier. Een grondige kennis van het terrein waarop de militaire operaties zich zullen afspelen, is dan ook onontbeerlijk. Hij moet een goed geograaf zijn en een ervaren topograaf en mathematicus. Bovenal moet hij beschikken over betrouwbaar kaartmateriaal van het terrein waarop toekomstige militaire operaties zich zullen afspelen.

## Kaart van het Land van Aalst
Historici gaan ervan uit dat Chamlay in de zomer van 1678 de kaart van Jacques Horenbault uit 1596 kopieerde. Toch zijn er enkele opmerkelijke verschillen: Chamlay laat alle elementen weg die hem als militair niet of minder interesseren: de buitengrenzen van het Land van Aalst en de binnengrenzen van de baronieën, akkers, weiden en minder belangrijke gebouwen. Wel behoudt hij alle elementen die voor oriëntatie belangrijk zijn (kerken, kapellen, abdijen en kloosters, windmolens) en terreingegevens die militair belangrijk kunnen zijn (bossen, moerassige gronden).
In 1959 koopt de Bibliothèque nationale de France een aantal zeventiende-eeuwse werkdocumenten van afstammelingen van de rechterhand van Jules-Louis Bolé de Chamlay, waaronder deze kaart van het Land van Aalst.